# Eritrean Air Force
L'Aeronautica militare eritrea, internazionalmente nota come Eritrean Air Force, spesso abbreviata in ERAF, è l'attuale braccio aeronautico delle Forze di Difesa Eritree.

## Storia ed espansione
L'Aeronautica militare eritrea è stata creata nel 1994, poco dopo la Guerra di indipendenza eritrea. Venne creata dal Comandante Habtezion Hadgu, un pilota dell'Aeronautica militare eritrea durante il regime di Mengistu, che poi disertò per unirsi al Fronte di Liberazione del Popolo Eritreo (EPLF) alla fine degli anni '80. Quando venne creata l'aeronautica, il Comandante Hadgu convocò diversi ufficiali che avevano prestato servizio nell'Aeronautica militare etiope, compreso il Colonnello Abraham (ex-Capo di stato maggiore), il Colonnello Melake, il Colonnello Mesfin, il Colonnello Efrem e altri come il Maggiore Shekay provenienti dal Libano.
La maggior parte dei mezzi attuali è composta da velivoli lasciati indietro dalle forze sconfitte dell'Etiopia.
La guerra Etiopia-Eritrea rese necessario l'acquisto di alcuni MiG-29 e durante la stessa guerra, furono catturati anche alcuni elicotteri da attacco etiopici. Nel 2000 l'aeronautica eritrea acquistò 8 Su-25 dalla Georgia e 6 MiG-29 dalla Moldavia. Nel 2003 furono acquistati anche alcuni Su-27.
Il quartier generale della ERAF si trova nella capitale Asmara.

## Organizzazione

### Infrastrutture
- Quartier generale dell'Aeronautica militare eritrea, nei pressi Asmara, Eritrea
- Aeroporto internazionale di Asmara
- Aeroporto internazionale di Assab
- Aeroporto di Sawa, nei pressi di Forto, Eritrea
- Aeroporto internazionale di Massawa

### Comandanti
| Nome                                         | Mandato                                      | Mandato                                      |
| Nome                                         | Inizio                                       | Fine                                         |
| Comandante dell'Aeronautica militare eritrea | Comandante dell'Aeronautica militare eritrea | Comandante dell'Aeronautica militare eritrea |
| -------------------------------------------- | -------------------------------------------- | -------------------------------------------- |
| Brigadier generale, Habtezion Hadgu          | 1994                                         | Gennaio 2003                                 |
| Colonnello, Abraham Ogbaselasse (ad interim) | ?                                            | ?                                            |
| Maggiore generale, Teklai Habteselassie      | 2003                                         | attuale                                      |

## Aeromobili in uso
Sezione aggiornata annualmente in base al World Air Force di Flightglobal del corrente anno. Tale dossier non contempla UAV, aerei da trasporto VIP ed eventuali incidenti accorsi durante l'anno della sua pubblicazione. Modifiche giornaliere o mensili che potrebbero portare a discordanze nel tipo di modelli in servizio e nel loro numero rispetto a WAF, vengono apportate in base a siti specializzati, periodici mensili e bimestrali. Tali modifiche vengono apportate onde rendere quanto più aggiornata la tabella.
Al novembre 2019, Aeronautica & Difesa indicava in non più di un esemplare efficiente tra i caccia Su-27 e MiG-29, benché ne figurino in organico quattro-cinque per tipo. Nel corso degli ultimi anni pare ci siano state molte diserzioni, e che la linea da addestramento sia basata solo sugli addestratori Zlín, perché anche tra gli MB-339 pare non ci siano più esemplari in grado di volare.
| Aeromobile                      | Origine     | Tipo                                           | Versione (denominazione locale) | In servizio (2024) | Note | Immagine |
| Aerei da combattimento          |             |                                                |                                 |                    | |          |
| Mikoyan-Gurevich MiG-29 Fulcrum | Russia      | caccia multiruoloconversione operativa         | MiG-29SEMiG-29UB                | 5                  | 4 MiG-29SE e 2 MiG-29UB consegnati. Non si conosce quanti siano in grado di volare. |          |
| Sukhoi Su-27 Flanker            | Russia      | aereo da cacciaconversione operativa           | Su-27SKSu-27UB                  | 1                  | 4 Su-27SK e 2 Su-27UB consegnati. Non si conosce quanti siano in grado di volare. |          |
| Aerei da trasporto              |             |                                                |                                 |                    | |          |
| Beechcraft King Air 200         | Stati Uniti | aereo da trasporto                             | B200                            | 1                  | |          |
| Harbin Y-12                     | Cina        | aereo da trasporto                             | Y-12 II                         | 4                  | 4 Y-12II consegnati. |          |
| Aerei da addestramento          |             |                                                |                                 |                    | |          |
| Aermacchi MB-339                | Italia      | aereo da addestramento aereo d'attacco leggero | MB-339CE                        | 1?                 | 6 MB-339CE acquistati nel 1996, 5 in servizio al novembre 2018, in quanto un esemplare è andato distrutto durante la Guerra Etiopia-Eritrea nel giugno del 1998. Al novembre 2019 non si conosce il numero di quanti siano in organico e se effettivamente in grado di volare. |          |
| Zlín Z 242                      | Rep. Ceca   | aereo da addestramento                         | Z 242L                          | 4?                 | Dovrebbero essere 4 gli esemplari consegnati. |          |
| Elicotteri                      |             |                                                |                                 |                    | |          |
| Mil Mi-17 Hip                   | Russia      | elicottero da trasporto medio                  | Mi-17Mi-171E                    | 6                  | Dovrebbero essere 9 gli esemplari consegnati. |          |
| Mil Mi-24 Hind                  | Russia      | elicottero d'attacco                           | Mi-35                           | 6                  | 6 Mi-35 consegnati. |          |
| Agusta Bell AB-412 Griffon      | Italia      | elicottero utility                             | AB-412EP                        | 1                  | 4 AB-412EP consegnati. |          |

## Aeromobili ritirati
- Sukhoi Su-25 Frogfoot
- IAI Astra 1125
- Antonov An-12 Cub
- Aermacchi L-90TP Redigo